# Bom Sucesso (Paraná)
Bom Sucesso è un comune del Brasile nello Stato del Paraná, parte della mesoregione del Norte Central Paranaense e della microregione di Faxinal.